# حفل توزيع جوائز الإيمي برايم تايم السابع والستون
حفل توزيع جوائز الإيمي برايم تايم السنوية الـ 67، هو حفلٌ أقيم لتكريم أفضل البرامج التلفزيونية المسائيّة في الولايات المتحدة، التي بُثّت من 1 يونيو، 2014 حتى 31 مايو، 2015، حسب اختيار أكاديمية فنون وعلوم التلفزيون. أُقيم الحفل في يوم الأحد 20 سبتمبر، 2015 في مسرح مايكروسوفت، في وسط مدينة لوس أنجلوس، كاليفورنيا، وأذاعته شبكة فوكس التلفزيونية (Fox) في الولايات المتحدة، ودبي وان (Dubai One) وشبكة أوربت شوتايم (OSN) وإم بي سي 4 (MBC4) في الشرق الأوسط وشمال أفريقيا. استضاف الحفل أندي سامبيرج لأوّل مرةٍ.

## الفائزون والمرشحون

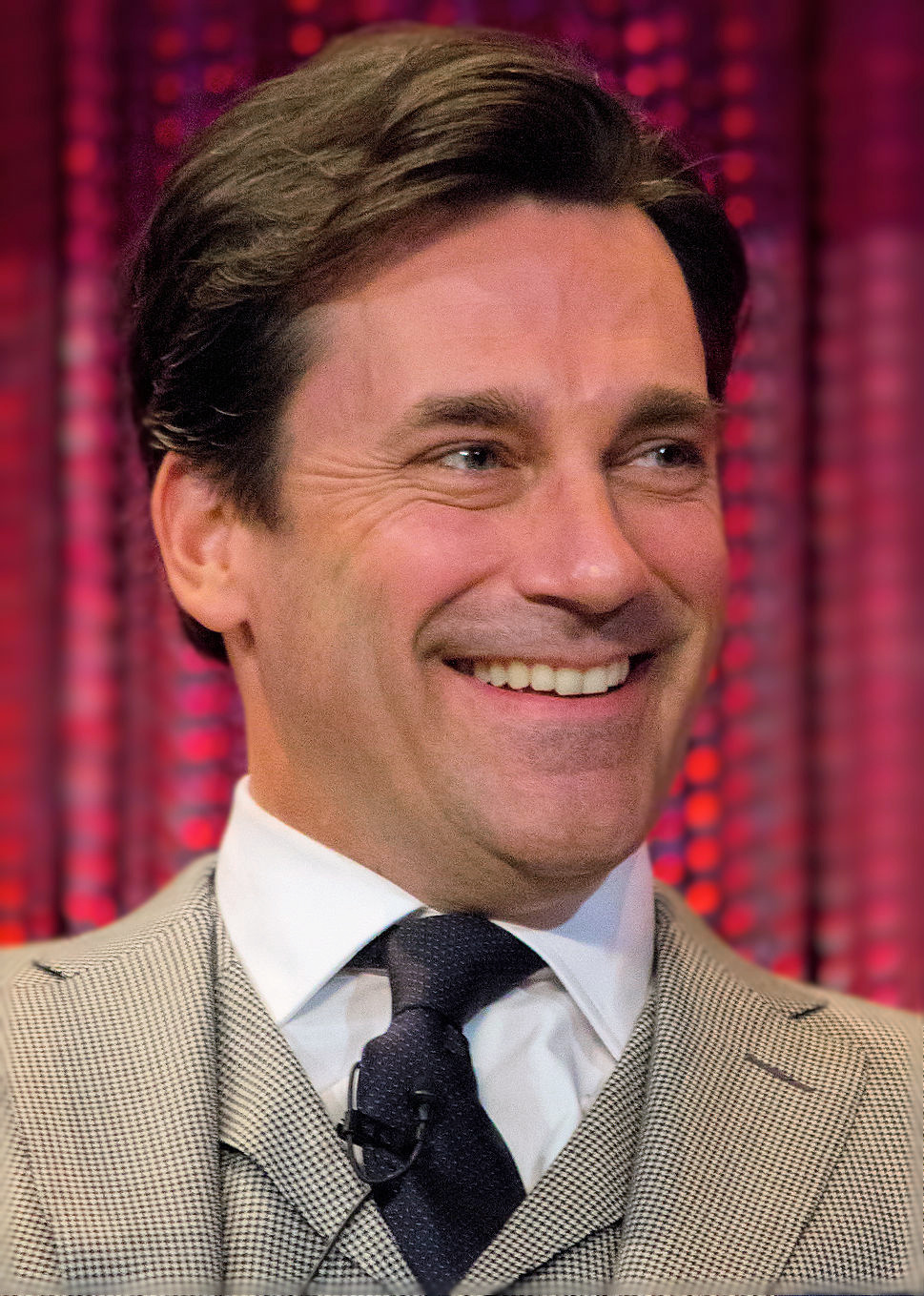
جون هام ، الفائز بجائزة أفضل ممثل في دور رئيسي لمسلسل درامي

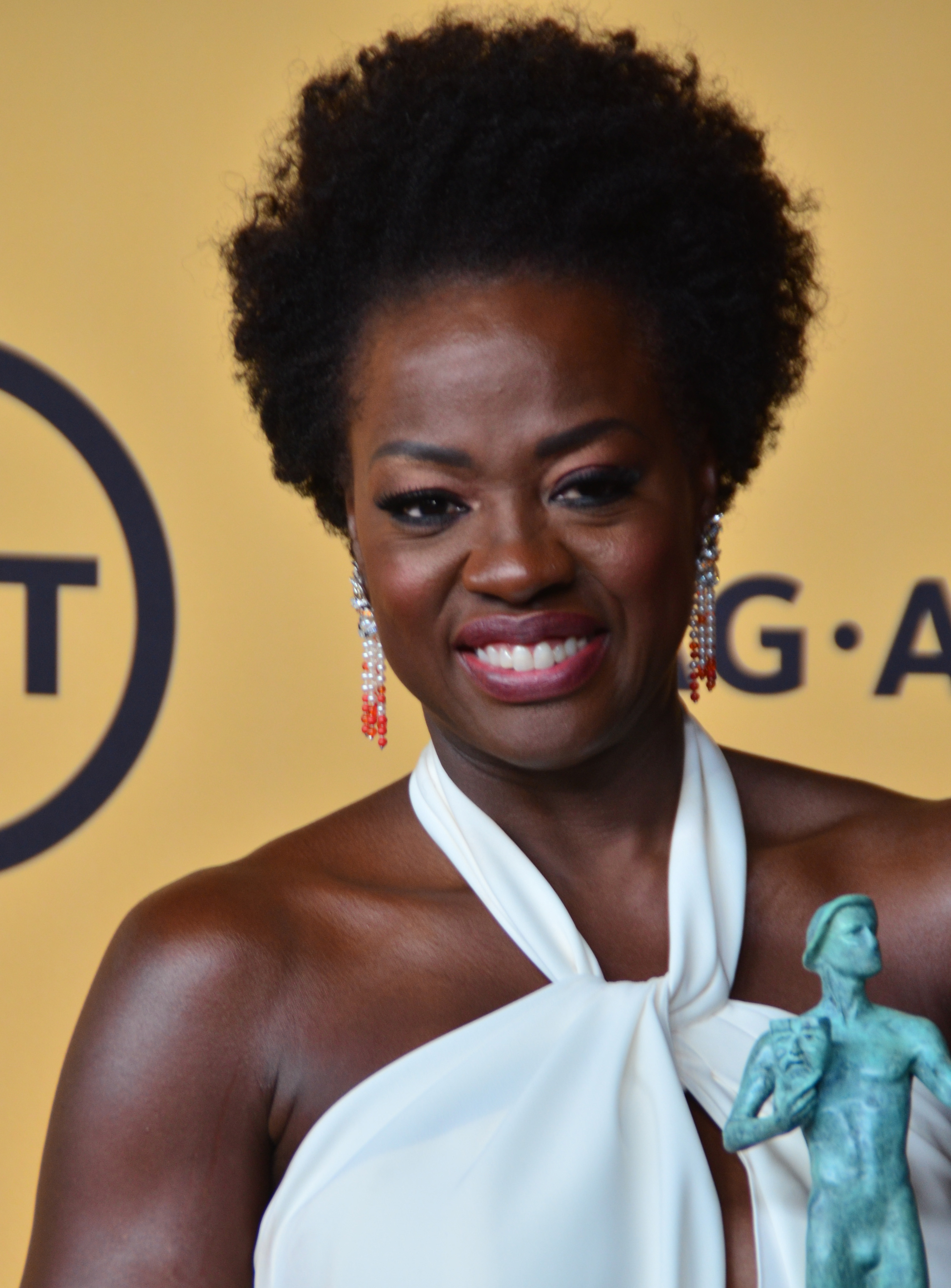
فيولا ديفيس ، الفائزة بجائزة أفضل ممثلة في دور رئيسي لمسلسل درامي

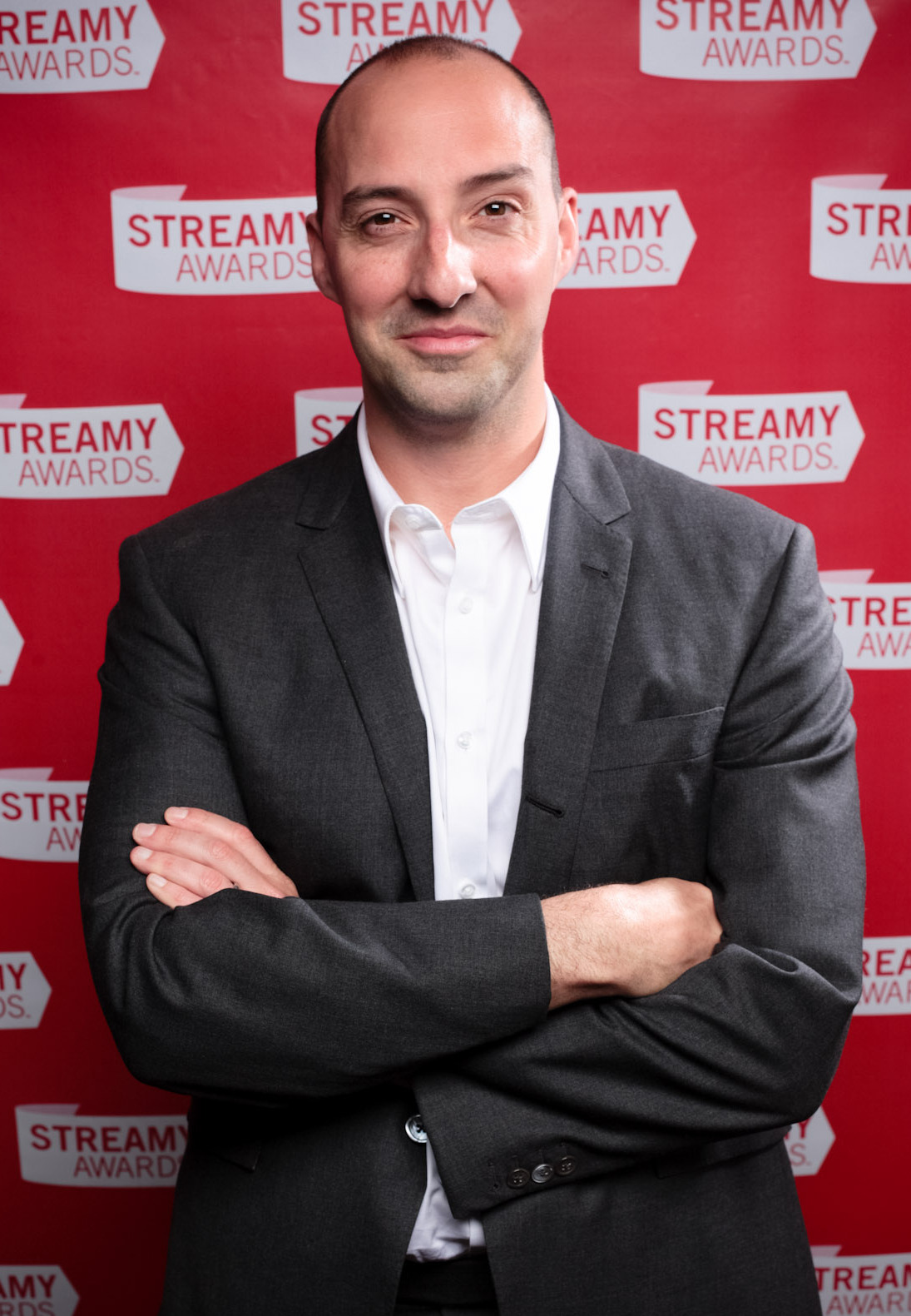
توني هال، الفائز بجائزة أفضل ممثل في دور مساند لمسلسل كوميدي

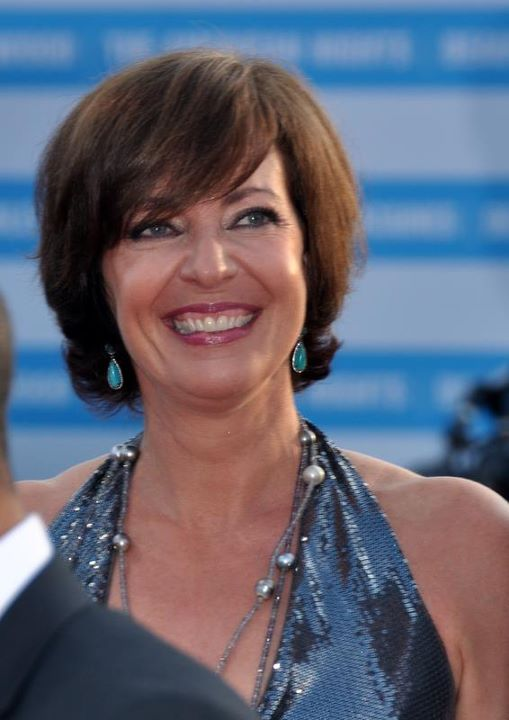
أليسون جاني, الفائزة بجائزة أفضل ممثلة في دور مساند لمسلسل كوميدي

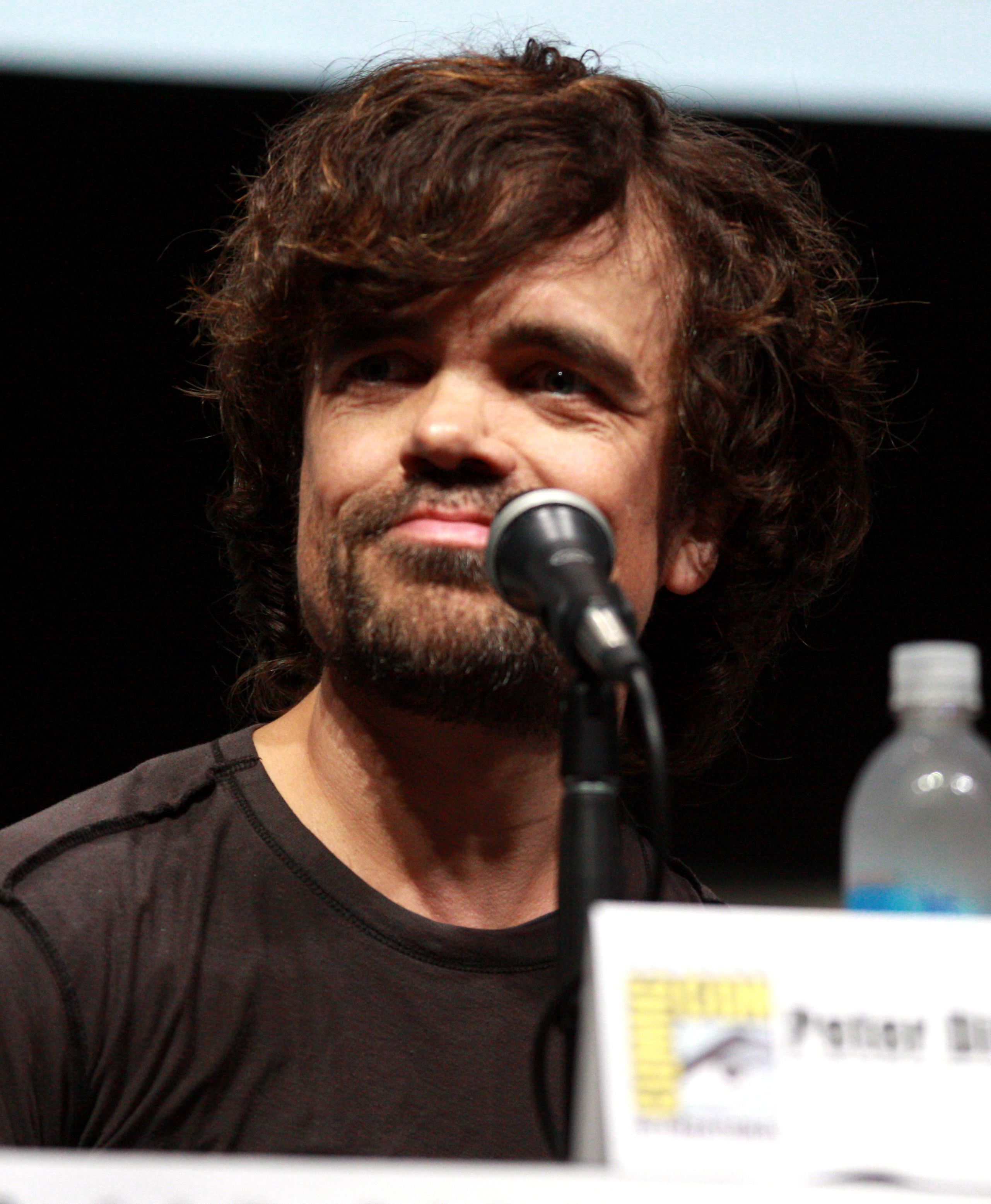
بيتر دنكليج, الفائز بجائزة أفضل ممثل في دور مساند لمسلسل درامي

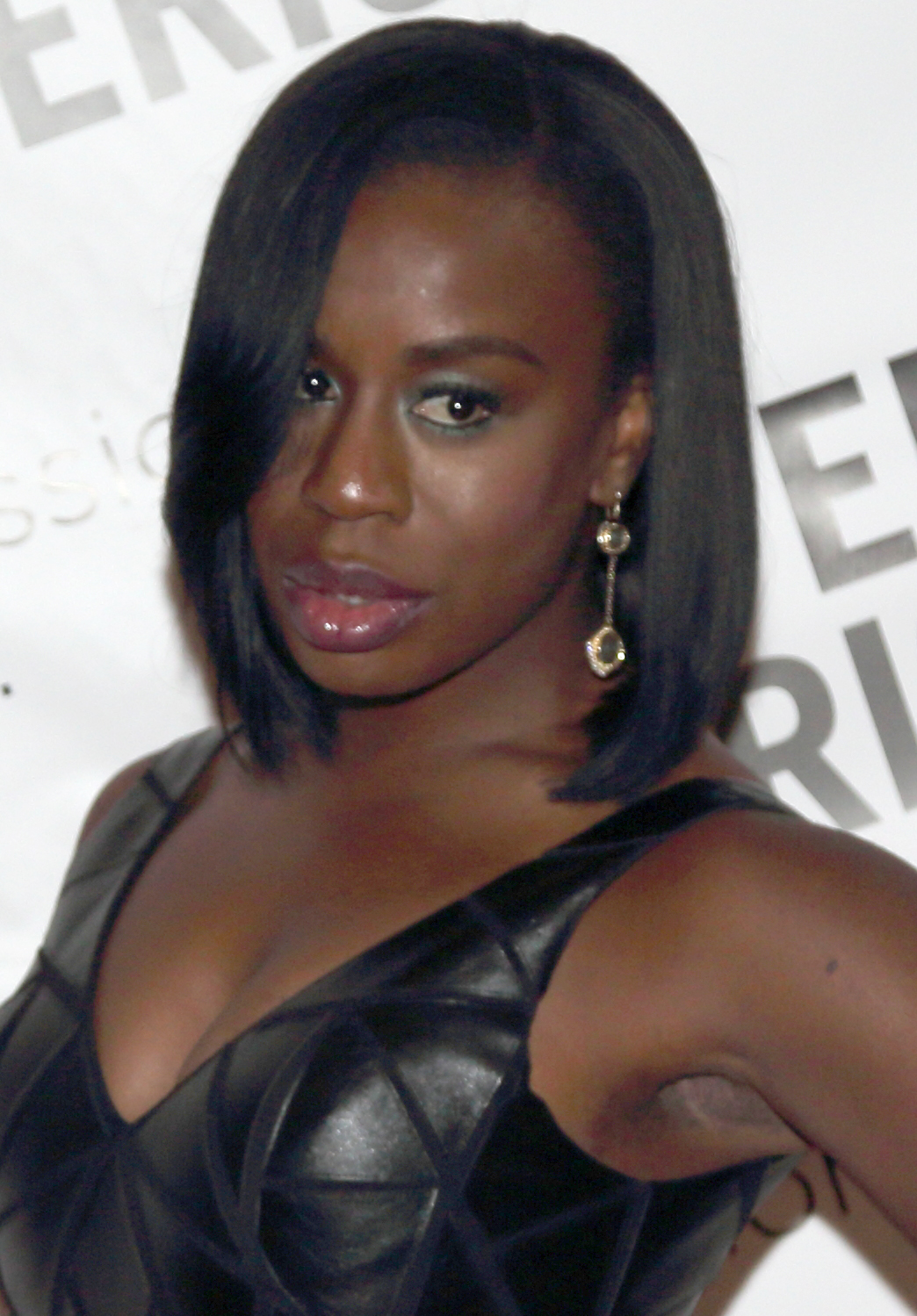
أوزو أدوبا, الفائزة بجائزة أفضل ممثلة في دور مساند لمسلسل درامي

في فئة البرامج تم وضع اسم البرنامج الفائز في المقدمة والأعمال المرشحة بعده

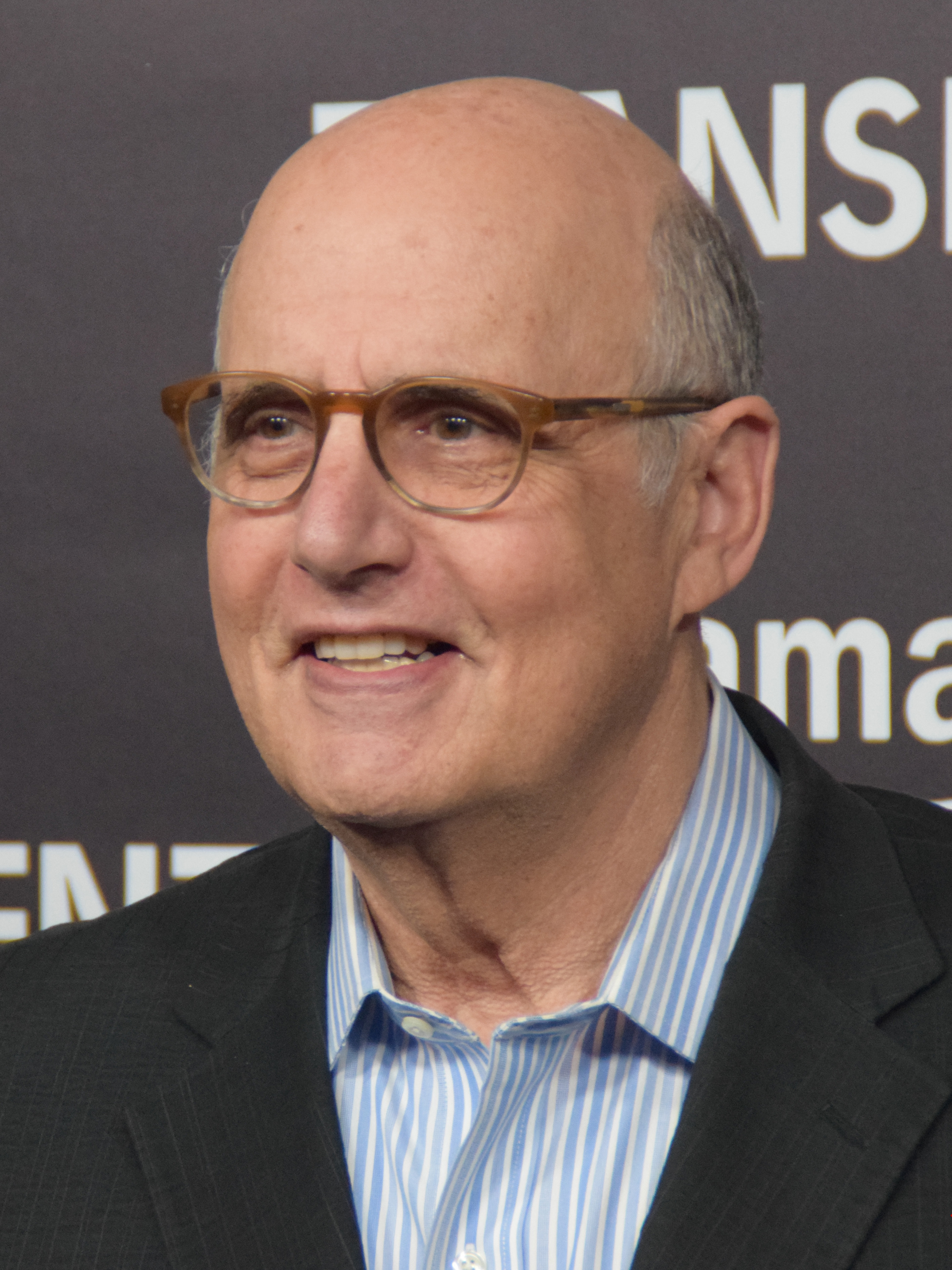
جيفري تامبور، الفائز بجائزة أفضل ممثل في دور رئيسي لمسلسل كوميدي

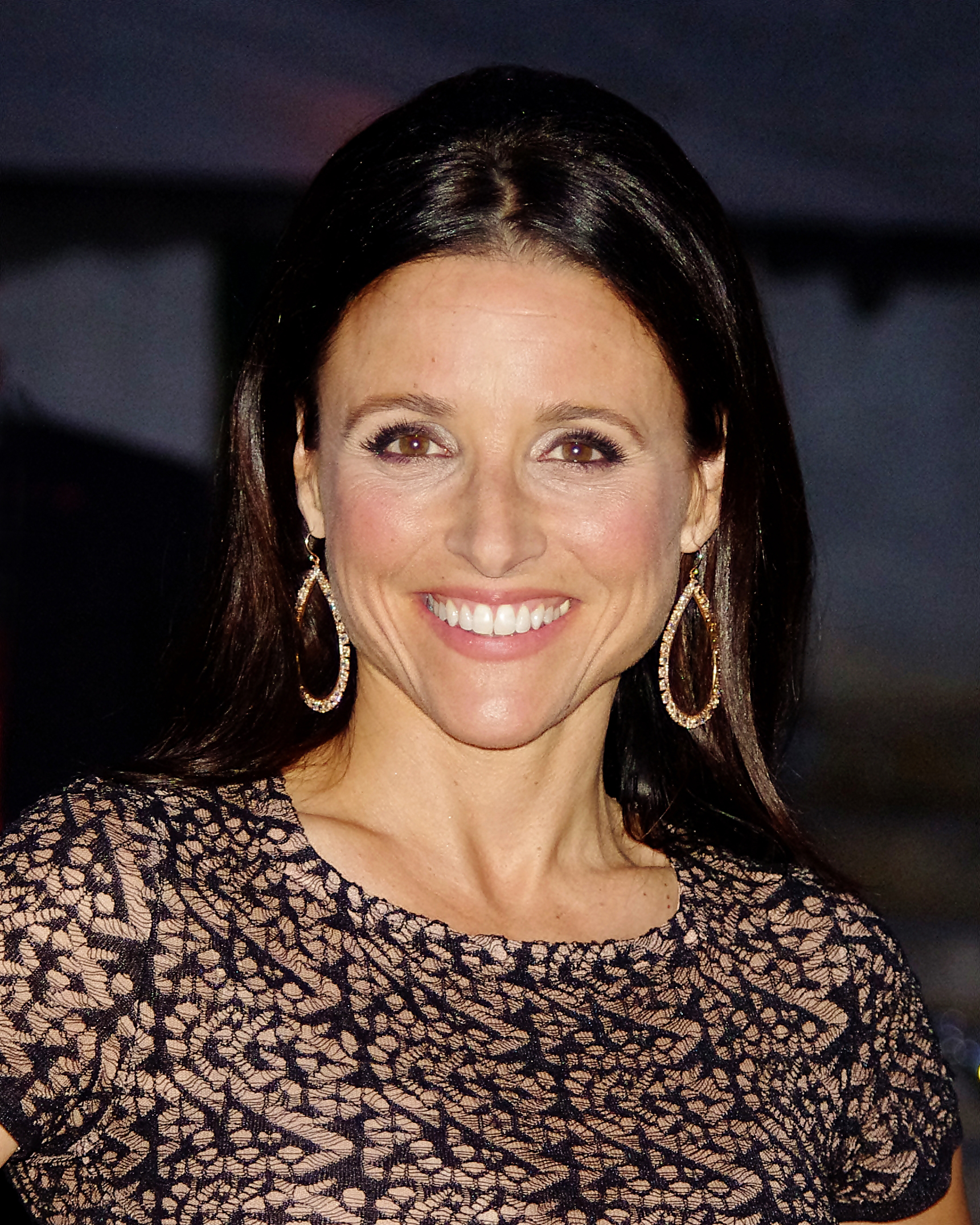
جوليا لوي دريفوس ، الفائزة بجائزة أفضل ممثلة في دور رئيسي لمسلسل كوميدي

### فئة البرامج
| أفضل مسلسل كوميدي | أفضل مسلسل درامي |
| --- | --- |
| - فيب - Louie - عائلة حديثة - Parks and Recreation - وادي السيليكون - Transparent - كيمي شميت القوية                                                                  | - صراع العروش - من الأفضل الاتصال بسول - Downton Abbey - هوملاند - بيت من ورق - ماد من - البرتقالي هو الأسود الجديد |
| أفضل برنامج منوعات، برنامج حواري | أفضل برنامج منوعات، سكيتشات كوميدية                                                                                 |
| - ذا ديلي شو - The Colbert Report - Jimmy Kimmel Live! - Last Week Tonight with John Oliver - Late Show with David Letterman - The Tonight Show Starring Jimmy Fallon | - Inside Amy Schumer - Drunk History - Key & Peele - Portlandia - Saturday Night Live                               |
| أفضل مسلسل قصير | أفضل برنامج تنافس واقعي                                                                                             |
| - Olive Kitteridge - American Crime - American Horror Story: Freak Show - The Honourable Woman - Wolf Hall                                                            | - The Voice - The Amazing Race - Dancing with the Stars - Project Runway - So You Think You Can Dance - Top Chef    |

### التمثيل

#### دور رئيسي
| أفضل ممثل دور رئيسي في مسلسل كوميدي                                            | أفضل ممثلة دور رئيسي في مسلسل كوميدي                                              |
| ------------------------------------------------------------------------------ | --------------------------------------------------------------------------------- |
| - جيفري تامبور لدوره في مسلسل Transparent الذي يعرض على قناة أمازون            | - جوليا لوي دريفوس لدورها في مسلسل Veep الذي يعرض على شبكة اتش بي او              |
| أفضل ممثل دور رئيسي في مسلسل درامي                                             | أفضل ممثلة دور رئيسي في مسلسل درامي                                               |
| - جون هام لدوره في مسلسل ماد من الذي يعرض على قناة AMC                         | - فيولا ديفيس لدورها في مسلسل How to Get Away with Murder الذي يعرض على قناة ABC  |
| أفضل ممثل رئيسي في مسلسل قصير أو فيلم                                          | أفضل ممثلة رئيسي في مسلسل قصير أو فيلم                                            |
| - ريتشارد جينكينز لدوره في مسلسل Olive Kitteridge الذي يعرض على شبكة اتش بي او | - فرانسيس مكدورماند لدورها في مسلسل Olive Kitteridge الذي يعرض على شبكة اتش بي او |

#### دور مساند
| أفضل ممثل دور مساند في مسلسل كوميدي                               | أفضل ممثلة دور مساند في مسلسل كوميدي                                            |
| ----------------------------------------------------------------- | ------------------------------------------------------------------------------- |
| - توني هال لدوره في مسلسل Veep الذي يعرض على شبكة HBO             | - أليسون جاني لدورها في مسلسل MOM الذي يعرض على شبكة CBS                        |
| أفضل ممثل دور مساند في مسلسل درامي                                | أفضل ممثلة دور مساند في مسلسل درامي                                             |
| - بيتر دنكليج لدوره في مسلسل صراع العروش الذي يعرض على شبكة HBO   | - اوزو ادوبا لدورها في مسلسل Orange Is the New Black الذي يعرض على شبكة Netflix |
| أفضل ممثل دور مساند في مسلسل قصير أو فيلم                         | أفضل ممثلة دور مساند في مسلسل قصير أو فيلم                                      |
| - بيل موري لدوره في مسلسل Olive Kitteridge الذي يعرض على شبكة HBO | - ريجينا كينق لدورها في مسلسل American Crime الذي يعرض على شبكة ABC             |

### الإخراج
| أفضل إخراج لمسلسل كوميدي                                                | أفضل إخراج لمسلسل درامي                                                             |
| ----------------------------------------------------------------------- | ----------------------------------------------------------------------------------- |
| - جيل سولواي عن إخراجها لمسلسل Transparent الذي يعرض على قناة (أمازون). | - ديفد نوتر عن إخراجه مسلسل Game of Thrones الذي يعرض على شبكة HBO                  |
| أفضل إخراج لبرنامج منوعات                                               | أفضل إخراج لفيلم أو مسلسل قصير أو حدث خاص                                           |
| - تشك أونيل عن إخراجه برنامج ذا ديلي شو                                 | - ليزا تشولودينكو عن إخراجها المسلسل القصير Olive Kitteridge الذي يعرض على شبكة HBO |

### الكتابة
| أفضل كتابة لمسلسل كوميدي                                                                            | أفضل كتابة لمسلسل درامي                                                                         |
| --------------------------------------------------------------------------------------------------- | ----------------------------------------------------------------------------------------------- |
| - سايمون بلاكويل وأرماندو لانوسي وتوني روتشي عن كتابتهم للحلقة العاشرة من الموسم الرابع لمسلسل Veep | - ديفيد بينيوف ودي. بي. وايس عن كتابتهما للحلقة العاشرة من الموسم الخامس لمسلسل Game of Thrones |
| أفضل كتابة لبرنامج منوعات                                                                           | أفضل كتابة لمسلسل قصير أو فيلم أو حدث خاص                                                       |
| - ذا ديلي شو                                                                                        | - جين أندرسون عن كتابتها للمسلسل القصير Olive Kitteridge                                        |

## الأكثر ترشيحاً
حسب الشبكة
- 40 – اتش بي او
- 14 – ABC
- 13 – FX / نتفليكس
- 11 – بي بي إس
- 10 – AMC
- 9 – هيئة الإذاعة الوطنية / شوتايم
- 8 – سي بي إس / كوميدي سنترال
- 6 – شبكة فوكس التلفزيونية
- 5 – استوديوهات أمازون
- 4 – سندانس
- 3 – History
- 2 – لايف تايم
- 1 – بي بي سي أمريكا / Bravo / سينماكس / IFC / قناة ناشونال جيوغرافيك

حسب البرنامج
- 8 – American Horror Story: Freak Show
- 7 – صراع العروش / Olive Kitteridge
- 6 – American Crime / Bessie / ماد من / Veep
- 5 – Transparent / Wolf Hall
- 4 – من الأفضل الاتصال بسول / The Honorable Woman / بيت من ورق / داخل ايمي شومر / لوي (مسلسل)
- 3 – داونتون آبي / أرض الوطن (مسلسل) / آخر رجل على الأرض (مسلسل) / العائلة الحديثة / وادي السيليكون / كيمي شميت القوية
- 2 – السلالة (مسلسل 2015) / Episodes / ذا غود وايف / البرتقالي هو الأسود الجديد / الحدائق والمنتزهات (مسلسل)

## الأكثر فوزاً
- أوليف كيتريدج (مسلسل قصير) (اتش بي او) – 6
- صراع العروش (اتش بي او) / Veep (اتش بي او) – 4
- ذا ديلي شو (كوميدي سنترال) – 3
- Transparent (استوديوهات أمازون) – 2

## وصلات خارجية
- حفل توزيع جوائز الإيمي برايم تايم السابع والستون على موقع IMDb (الإنجليزية)
- الموقع الرسمي لجائزة ايمي